# David Maclean, Baron Blencathra

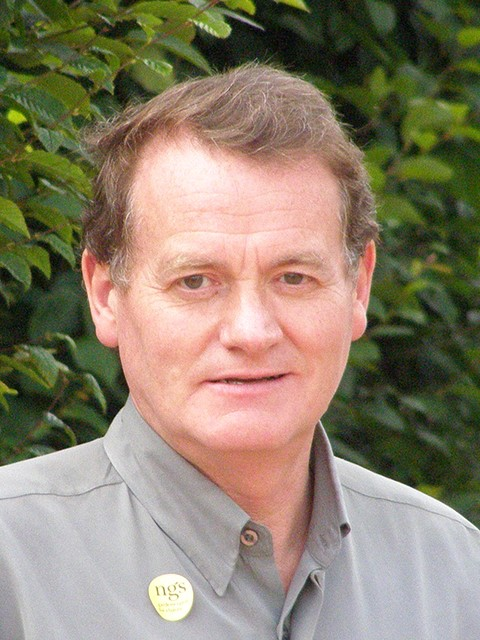
David Maclean, Baron Blencathra, 2007

David John Maclean, Baron Blencathra, PC (* 16. Mai 1953 in Cromarty, Ross and Cromarty, Schottland) ist ein britischer Politiker der Conservative Party und Life Peer. Er war von 1983 bis 2010 Abgeordneter des House of Commons und ist seit 2011 Mitglied des House of Lords.

## Leben und Karriere
Maclean besuchte die Fortrose Academy in Fortrose, The Black Isle, Highland und die University of Aberdeen.
Er ist Direktor der Two Lions Consultancy Ltd, einer Agentur, die in allgemeinen öffentlichen Angelegenheiten berät.
MacLean leidet seit 1996 an Multipler Sklerose.

## Mitgliedschaft im House of Commons
1983 folgte Maclean William Whitelaw als Abgeordneter für den Wahlkreis Penrith and The Border im House of Commons, nachdem dieser zum Peer ernannt wurde und ins House of Commons wechselte. Er wurde als Thatcherite bezeichnet; über Bettler sagte er: „Ich ihnen immer etwas geben werde – ich gebe ihnen einen Teil meines Verstandes.“
Unter der Regierungszeit von Margaret Thatcher war Maclean zunächst ein Government Whip. Von 1989 bis 1992 war er Staatssekretär (Parliamentary Secretary) beim Ministerium für Agrarwirtschaft, Fischerei und Ernährung. Nach der Unterhauswahl 1992 wurde er Staatsminister (Minister of State) beim Umweltministerium (Department of the Environment) und wechselte 1993 auf den Posten des Staatsministers beim Innenministerium (Home Office), ein Amt, das er bis zur Niederlage der Conservative Party bei der Unterhauswahl 1997 innehatte. 1995 lehnte er ein Angebot ins Kabinett zu wechseln – möglicherweise als Agrarminister – mit der Aussage ab, er sei „A round peg in a round hole.“
In der Oppositionszeit unter der Führung von William Hague war Maclean ein „Hinterbänkler“. Nachdem 2001 Iain Duncan Smith neuer Parteivorsitzende wurde, ernannte man Maclean zum Leitenden Whip (Chief Whip). Als Smith 2003 eine Vertrauensabstimmung verlor, bot Maclean seinen Rücktritt an, wurde aber vom neuen Vorsitzenden Michael Howard neu ernannt. Er kehrte auf die Hinterbänke zurück, als David Cameron zum Vorsitzenden gewählt wurde.
Während und seit der Unterhauswahl 2005 arbeitete er intensiv mit der Pro-Jagd-Gruppe Vote-OK, mit dem Ziel der Rückkehr einer konservativen Regierung, um den Hunting Act 2004 zu widerrufen. Er war 2006 Mitglied der House of Commons Commission. 2007 geriet MacLean in die Schlagzeilen, als er eine Private Members Bill einbrachte, die die beiden Kammern des Parlaments vom Freedom of Information Act ausgenommen hätte. Der Gesetzentwurf entpuppte sich als kontrovers, mit der inoffiziellen Unterstützung der Regierung. MacLean sagte: „Mein Gesetzentwurf ist notwendig, um eine absolute Garantie zu geben, dass die Korrespondenz von Mitgliedern des Parlaments zu einer Behörde im Interesse der Wählerschaft und anderer Personen vertraulich bleibt“. Der Gesetzentwurf wurde am 18. Mai 2007 vom House of Commons gebilligt, hat aber noch keinen Unterstützer (Sponsor) im House of Lords gefunden. Ein Bericht des House of Lords Select Committee on the Constitution, veröffentlicht am 20. Juni 2007, sagte, dass der Gesetzentwurf „nicht den Anforderungen hinsichtlich der Sorgfalt und Angemessenheit beim Erlass von Rechtsvorschriften von verfassungsmäßiger Bedeutung entspreche.“ In seinem Bericht sagte das Constitutional Affairs Committee im Unterhaus: „Wir haben keinen Anhaltspunkt dafür finden können, der für die Notwendigkeit einer solchen Ausnahme spricht oder dafür, dass bereits existierende Schutzmaßnahmen für die Korrespondenz von Wählern nicht ausreichend seien.“ Das Grünbuch von Gordon Brown zur Verfassungsreform, 'The Governance of Britain', beinhaltet die Aussage „Es ist richtig, dass das Parlament von dem Act betroffen sein soll“, was darauf hinweist, dass der Hauptvorschlag des Gesetzentwurfs nicht Gesetz wird.
Maclean gehörte mehreren Sonderausschüssen (Select Committees) an. 2006 war er Vorsitzender (Chair) des Joint Committee on Statutory Instruments.
Am 26. Juni 2009 gab er vor der konservativen Partei seines Wahlkreises bekannt, dass er wegen seiner sich verschlimmernden Multiple Sklerose nicht zur Unterhauswahl 2010 antreten werde.

## Mitgliedschaft im House of Lords
Maclean wurde am 28. Februar 2011 zum Life  Peer als Baron Blencathra, of Penrith in the County of Cumbria ernannt. Seine offizielle Einführung ins House of Lords erfolgte am 10. März 2011 mit Unterstützung von David Waddington und Michael Howard. Seine Antrittsrede hielt er am 27. April 2011.
An Sitzungstagen ist Maclean trotz seiner angeschlagenen Gesundheit regelmäßig anwesend.

## Kritik
Der Daily Telegraph berichtete, dass Maclean mehr als 20.000 £ für Arbeiten an seinem Bauernhaus unter der Additional Costs Allowance (ACA) bezog, bevor er es für 750.000 £ verkaufte. Er bezog das Geld, indem er das Haus als Zweitwohnsitz bei der zuständigen Stelle im Unterhaus angab, dennoch bezahlte er keine Wertzuwachssteuer, da das Finanzamt es als seinen Hauptwohnsitz akzeptiert hatte.
MacLean war einer von 98 Abgeordneten, die dafür stimmten, ihre Spesendetails geheim zu halten.
Seine Rolle im Einsatz für die Cayman Islands führte im April 2012 zu Diskussionen darüber, ob er parlamentarische Regeln gebrochen habe.